# Buclovany
Buclovany (1973–1980 slowakisch „Bucľovany“ – bis 1946 „Bucloviany“; ungarisch Bucló) ist eine Gemeinde im Osten der Slowakei mit 199 Einwohnern (Stand 31. Dezember 2024). Sie gehört zum Okres Bardejov, einem Kreis des Prešovský kraj, und wird zur traditionellen Landschaft Šariš gezählt.

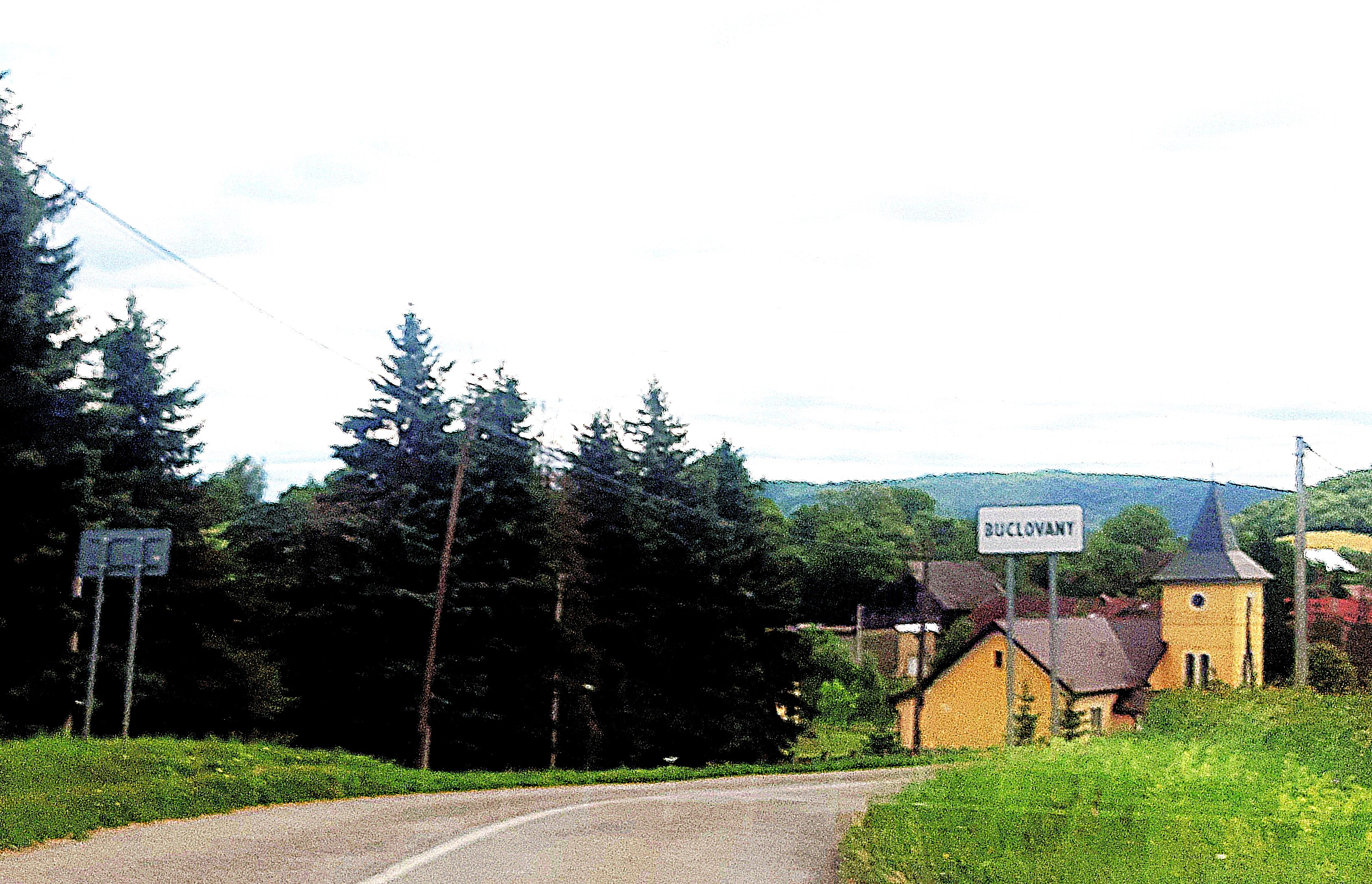
Buclovany

## Geographie
Die Gemeinde befindet sich im südwestlichen Teil der Niederen Beskiden, noch genauer im Bergland Ondavská vrchovina, im Tal des Baches Koprivnička, eines rechtsseitigen Zuflusses der Topľa. Das Ortszentrum liegt auf einer Höhe von 228 m n.m. und ist 16 Kilometer von Giraltovce sowie 25 Kilometer von Bardejov entfernt (Straßenentfernung).
Nachbargemeinden sind Kochanovce (über einen Berührungspunkt) im Norden, Koprivnica im Nordosten und Osten, Stuľany im Südosten, Lopúchov im Süden, Raslavice im Südwesten und Abrahámovce im Westen und Nordwesten.

## Geschichte
Das Gemeindegebiet von Buclovany wurde in der Jungstein- und frühen Bronzezeit besiedelt, mit archäologischen Funden von Hügelgräbern der Kultur ostslowakischer Hügelgräber und später Gräbern der spätbronzezeitlichen Lausitzer Kultur.
Buclovany wurde zum ersten Mal 1345 als Bugyzlaufalua beziehungsweise Buchulo schriftlich erwähnt, weitere historische Bezeichnungen sind unter anderen Buchlo (1408) und Buczlowani (1786). Das Dorf war teilweise Besitz des Landadels, zum anderen Teil lag es in der Herrschaft von Koprivnica. 1427 wurden acht Porta verzeichnet. Im 18. Jahrhundert besaßen die Familien Pulszky und Bornemissa Gutsanteile im Ort.
1787 hatte die Ortschaft 27 Häuser und 172 Einwohner, 1828 zählte man 26 Häuser und 192 Einwohner, die als Landwirte beschäftigt waren.
Bis 1918 gehörte der im Komitat Sáros liegende Ort zum Königreich Ungarn und kam danach zur Tschechoslowakei beziehungsweise heute Slowakei. In der Zeit der ersten tschechoslowakischen Republik waren die Einwohner als Fuhrleute, Holzfäller und Landwirte tätig. 1927 und 1957 wurde Buclovany von Hochwassern heimgesucht, die beträchtliche Schäden verursachten. Nach dem Zweiten Weltkrieg pendelte ein Teil der Einwohner zur Arbeit in Industriebetriebe in der Gegend, die örtliche Einheitliche landwirtschaftliche Genossenschaft (Abk. JRD) wurde im Jahr 1952 gegründet.

## Bevölkerung
| Jahr                | 1994 | 2004    | 2014    | 2024    |
| ------------------- | ---- | ------- | ------- | ------- |
| Anzahl der Personen | 244  | 228     | 213     | 199     |
| Unterschied         |      | −6,55 % | −6,57 % | −6,57 % |

| Jahr                | 2023 | 2024    |
| ------------------- | ---- | ------- |
| Anzahl der Personen | 203  | 199     |
| Unterschied         |      | −1,97 % |

Nach der Volkszählung 2011 wohnten in Buclovany 219 Einwohner, davon 215 Slowaken. Vier Einwohner machten keine Angabe zur Ethnie.
199 Einwohner bekannten sich zur Evangelischen Kirche A. B. und 15 Einwohner zur römisch-katholischen Kirche. Bei fünf Einwohnern wurde die Konfession nicht ermittelt.

## Baudenkmäler
- moderne Kirche aus dem Jahr 1995
- Glockenturm aus dem Jahr 1913

## Verkehr
Durch Buclovany verläuft die Cesta III. triedy 3489 („Straße 3. Ordnung“) zwischen Raslavice und Koprivnica.